# Raphaël Sindic
Jean Marie Raphaël Sindic (Muno, 17 november 1906 - Aarlen, 14 december 1945) was een Belgisch volksvertegenwoordiger.

## Levensloop
Leraar van beroep, werd Sindic in 1936 verkozen tot volksvertegenwoordiger voor Rex en vervulde dit mandaat tot in 1939.
Hij verliet de partij in 1938. 
Uit internetgegevens is op te maken dat hij tijdens de Tweede Wereldoorlog in een concentratiekamp terechtkwam, wat wellicht zijn voortijdige dood verklaart.

## Publicaties
- Tilman Côme est-il un imposteur?, Leuven, Rex, 1933.
- Apparitions en Flandre, Leuven, Rex, 1933.
- Gifles, Leuven, 1935.
- Rex devant l'opinion catholique, Brussel, Rex, 1936.
- Pourquoi je quitte Rex, Brussel, 1938.